# Călinești (Teleorman)
Călineşti è un comune della Romania di 3 593 abitanti, ubicato nel distretto di Teleorman, nella regione storica della Muntenia. 
Il comune è formato dall'unione di 5 villaggi: Antonești, Călinești, Copăceanca, Licuriciu, Marița.